# Estación de Chexbres-Village
La estación de Chexbres-Village es una estación ferroviaria de la comuna suiza de Chexbres, en el Cantón de Vaud.

## Historia y situación
La estación de Chexbres-Village fue inaugurada en el año 1904 con la puesta en servicio la línea que une a Vevey con la estación de Puidoux-Chexbres (Perteneciente a la línea Lausana - Berna).
Se encuentra ubicada en el noroeste del núcleo urbano de Chexbres. Cuenta con un andén lateral al que accede una vía pasante. Entre esta estación y la estación de Puidoux-Chexbres se encuentra la zona industrial 'Le Verney' que cuenta con un apeadero privado en el que sólo paran trenes en horarios que se corresponden a los turnos de trabajo, y también existe en esa misma zona una derivación a una industria.
En términos ferroviarios, la estación se sitúa en la línea Vevey - Puidoux-Chexbres. Sus dependencias ferroviarias colaterales son la estación de Corseaux-Cornalles hacia Vevey y la estación de Puidoux-Chexbres, extremo de la línea.

## Servicios ferroviarios
Los servicios ferroviarios de esta estación están prestados por SBB-CFF-FFS:

### RER Vaud
La estación forma parte de la red de trenes de cercanías RER Vaud, que se caracteriza por trenes de alta frecuencia que conectan las principales ciudades y comunas del cantón de Vaud. Por ella pasa una línea de la red:
- S 31 Vevey - Chexbres-Village - Puidoux-Chexbres.